# Исаев, Михаил Васильевич
Михаил Васильевич Исаев (10 сентября 1939, Новая Чемровка, Алтайский край — 13 декабря 1999, Челябинск) — российский политический деятель. Член Совета Федерации Федерального собрания РФ от Челябинской области.

## Биография
Родился 10 сентября 1939 года в селе Новая Чемровка Алтайского края.
Окончил в 1960 году Новосибирский теплотехнический техникум, в 1970 году Всесоюзный заочный финансово-экономический институт (ВЗФЭИ, ныне — Финансовый университет при Правительстве Российской Федерации) и в 1981 году — спецфакультет Московского института управления имени С. Орджоникидзе.
В 1981 году защитил кандидатскую диссертацию на тему «Планирование оптимальных размеров предприятий по производству сборных железобетонных конструкций автодорожных мостов». С этого же года — старший преподаватель, доцент, профессор кафедры экономики промышленности и организации производства Челябинского политехнического института (ныне Южно-Уральский государственный университет). В 1991 году защитил докторскую диссертацию на тему «Организационно-экономические основы управления природопользованием». С 1999 года — профессор кафедры теории и практики государственного управления Челябинского государственного университета.
Умер 13 декабря 1999 года в Челябинске.

### Совет Федерации
12 декабря 1993 года состоялись выборы в Совет Федерации первого созыва в 85 субъектах Российской Федерации. В Челябинском избирательном округе № 74 выборы депутатов Совета Федерации не проводились, поскольку было зарегистрировано только два кандидата (по Положению должно быть не менее трех). Выборы депутатов Совета Федерации в Челябинской области состоялись 15 мая 1994 г.
Депутат Совета Федерации Федерального Собрания Российской Федерации первого созыва от Челябинской области с мая 1994 по январь 1996, избран 15 мая 1994 по Челябинскому двухмандатному избирательному округу № 74.